# Magyar Becsület Rend
A Magyar Becsület Rend 2011-ben alapított kitüntetés. Létrehozásáról a 2011. évi CCII. törvénycikk rendelkezik. A törvényben ugyan nincs szó a hierarchiáról, de a jogszabály javaslata szerint a magyar kitüntetések sorában a Magyar Becsület Rend a harmadik legnagyobb állami elismerés, közvetlenül a Magyar Szent István-rend és a Magyar Corvin-lánc után.
A törvény szövege szerint „a Magyar Becsület Rend Magyarország és a nemzet érdekében teljesített kiemelkedő szolgálat vagy tanúsított hősiesség elismerésére szolgál.” Az éremből évente legfeljebb harminc darab adományozható. A kitüntetéseket minden esetben a köztársasági elnök adományozza a miniszterelnök vagy az adott miniszter felterjesztése és ellenjegyzése mellett. 
A kitüntetést általában valamilyen nevezetes – Magyarország történelme szempontjából lényeges esemény tiszteletére tartott – ünnepen, többnyire nemzeti ünnepen, így március 15-én vagy október 23-án adják át.
A rend külső jellemzőinek leírása a törvénycikk szerint:
A Magyar Becsület Rend a Szent Koronáról lefüggő-, a fülnél keresztbe fektetett kardokkal ékesített rendjelvény. Az inszigniát nyakban viselik. Ovális arany, enyhén domború kivitelben készült 47 x 39 mm érem, szegélyén zománcozott díszítéssel. Az előlapon ovális mezőben Magyarország államcímerének heraldikailag bal oldali képe. Hármas halmon nyugvó kettős kereszt, talpánál nyitott leveles korona. Az előlapon körben 13 mm-es, arany szegélyű, hármas babérlevelekből álló koszorú. Fent és lent, illetve mindkét oldalon középen egy-egy keresztbe egymásra fektetett arany szalaggal.

„
A hátlapon középen Imre magyar király 1202-es aranybullájának pajzsba foglalt címerképe. Hétszer vágott pajzsmező, egyes sávokon, összesen hét oroszlán alakkal. A hátlapon körben felirat: Magyar Becsület Rend. A hátlapon körben 13 mm-es aranyszegélyű, hármas babérlevelekből álló koszorúval. Fent és lent, illetve mindkét oldalon középen egy-egy keresztbe egymásra fektetett arany szalaggal. Az arany Szent Korona mérete 29 mm. A Szent Korona valósághű ábrázolása plasztikusan kidolgozott. Oldalain egy-egy oldalfüggővel.
”

## Kitüntetettek
| Év   | Díjazottak | Források    |
| ---- | --- | ----------- |
| 2012 | - Tamás Aladárné Szűcs Ilona (1912–2016) a felvidéki Balogvölgy tanítónője                                                               | [ 2 ]       |
| 2016 | - Lubics Szilvia (1974– ) ultrafutó - Tőkés László (1952– ) református lelkész, politikus - Olofsson Placid (1916–2017) bencés szerzetes | [ 3 ] [ 4 ] |
| 2020 | - Hardi Richárd (1958– ) missziós szemészorvos                                                                                           | [ 5 ]       |
| 2023 | - Böjte Csaba (1959– ) ferences rendi szerzetes, a Dévai Szent Ferenc Alapítvány alapítója                                               | [ 6 ]       |